# Резонатор Фабри — Перо
Резона́тор Фабри́ — Перо — является основным видом оптического резонатора и представляет собой два соосных, параллельно расположенных и обращенных друг к другу зеркала, между которыми может формироваться резонансная стоячая оптическая волна. В лазерах одно из зеркал делается пропускающим для вывода излучения в этом направлении.  Тесно связан с  эталоном Жире — Турнуа.

## История
В 1899 году французские физики Шарль Фабри и Альфред Перо впервые предложили использовать в качестве многолучевого интерферометра две частично посеребренные стеклянные пластины, расположенные на небольшом расстоянии друг от друга (эталон Фабри — Перо). Такой интерферометр позволил существенно повысить разрешение спектральных измерений. Новая жизнь эталона Фабри — Перо уже в качестве резонатора, способного запасать оптическую энергию, начинается после того, как почти одновременно в 1958 году Александр Прохоров и Артур Шавлов с Чарлзом Таунсом предложили его использовать для оптического квантового генератора — лазера. Продолжавшиеся до 1987 года патентные тяжбы привели к признанию приоритета Гордона Гулда, предложившего схему с открытым резонатором на год раньше (Гулд также первым предложил термин лазер). 16 мая 1960 года Мейман запустил первый в мире лазер на основе рубинового стержня, освещаемого лампой-вспышкой, резонатором Фабри — Перо в котором служил сам стержень с посеребренными торцами. Позднее, в том же 1960 году, заработал первый гелий-неоновый лазер в лаборатории имени Белла, в котором уже использовался метровый резонатор Фабри — Перо с плоскими юстируемыми зеркалами с отражающим многослойным диэлектрическим покрытием.

## Теория
1. Плоско-параллельный резонатор
Оба зеркала плоские R1=R2=∞;

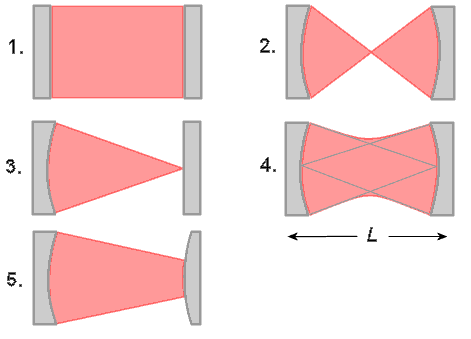
Виды оптических резонаторов типа Фабри-Перо:
1. плоско-параллельный;
2. концентрический (сферический);
3. полусферический;
4. конфокальный;
5. выпукло-вогнутый.

2. Концентрический (сферический) резонатор
Радиус первого зеркала равен радиусу второго и они равны половине максимального расстояния между ними (L) R1=R2=L/2;
3. Полуконцентрический (полусферический) резонатор
Первое зеркало плоское, радиус второго равен максимальному расстоянию между резонаторами (L) R1=∞, R2=L;
4. Конфокальный резонатор
Радиус первого зеркала равен радиусу второго и они оба равны максимальному расстоянию между ними (L) R1=R2=L;
5. Выпукло-вогнутый резонатор
Разница между радиусом вогнутого зеркала и радиусом выпуклого зеркала равна максимальному расстоянию между ними: R1-R2=L.

## Применения
- Оротрон
- Лазер
- Интерферометрический модулятор
- Узкополосные светофильтры (например H-альфа)